# Schapenstraat
De Schapenstraat is een straat in de Belgische stad Leuven die het Pater Damiaanplein verbindt met de Tervuursevest in de buurt van de Naamsepoort in het zuiden van de stad.
De circa 1 kilometer lange straat loopt grotendeels parallel met de hoger gelegen Naamsestraat. Voorheen heette ze Begijnenstraat voor het gedeelte dat langs het Groot Begijnhof van Leuven loopt tot aan de Wolvenpoort en Benedenstraat tot aan de 'Pottekesmet' (Potjesmarkt, nu Damiaanplein), aangezien ze gebruikt werd om de heuvel waar de Naamsestraat overheen loopt te vermijden. De straat ligt nog in het rivierbekken van de Dijle, vandaar de lagere ligging. In de winter was ze daardoor echter niet begaanbaar vanwege drassigheid.
Oorspronkelijk liep de straat niet door tot aan de stadsring, maar liep ze langs de Sint-Kwintenskerk, langs wat tegenwoordig de Elzasgang heet. Er werd pas in 1896 een doorsteek naar den Boulevard gemaakt.

## Zijstraten
- Tervuursevest
- Ooiendonk
- Sint-Beggaberg
- Begijnhofkerkstraat
- Rechtestraat (Begijnhof)
- Zwartzustersstraat en Karmelietenberg
- Wolvenpoortgang
- Redingenstraat
- Pater Damiaanplein

## Afbeeldingen

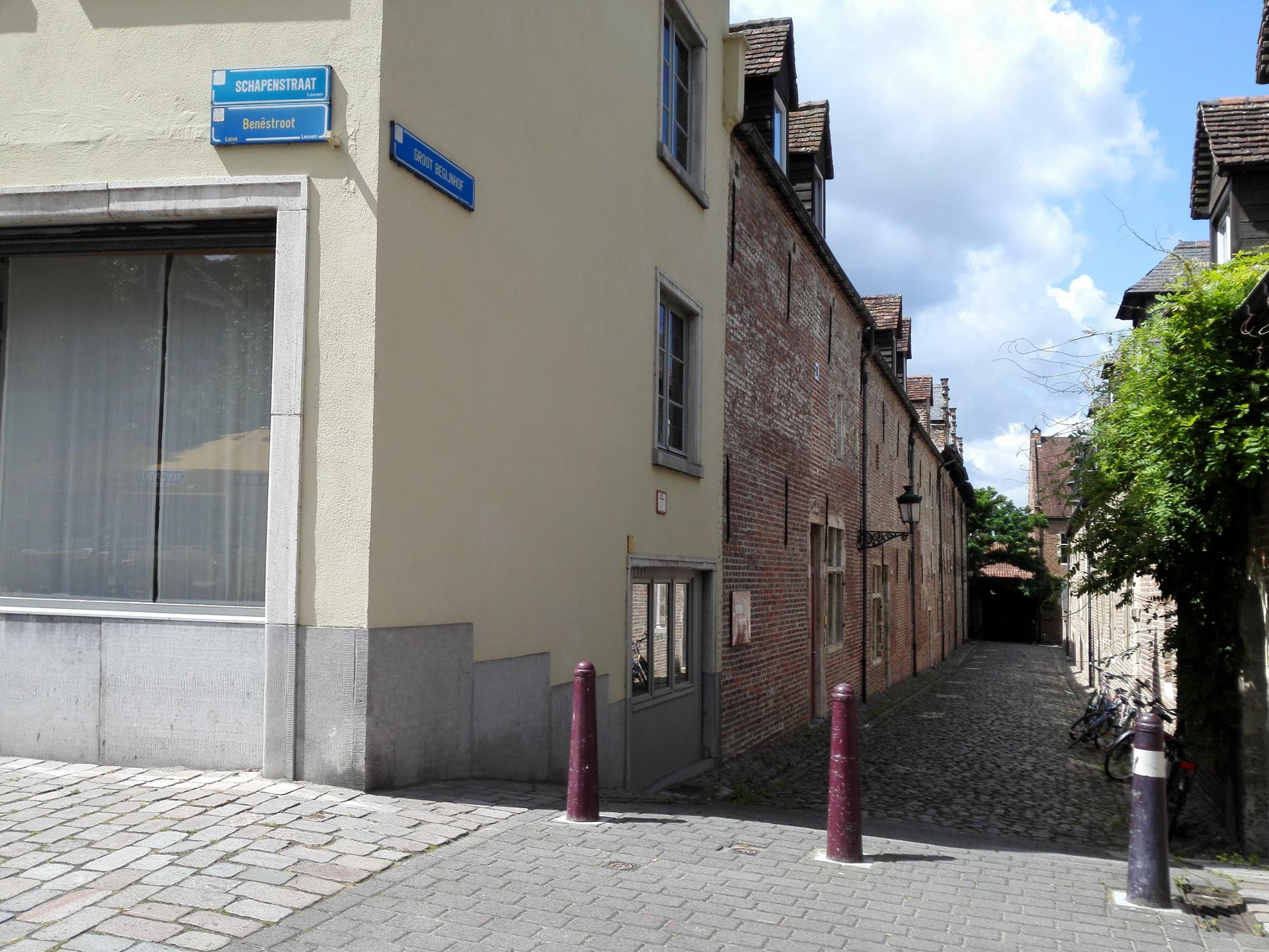
naar Groot Begijnhof
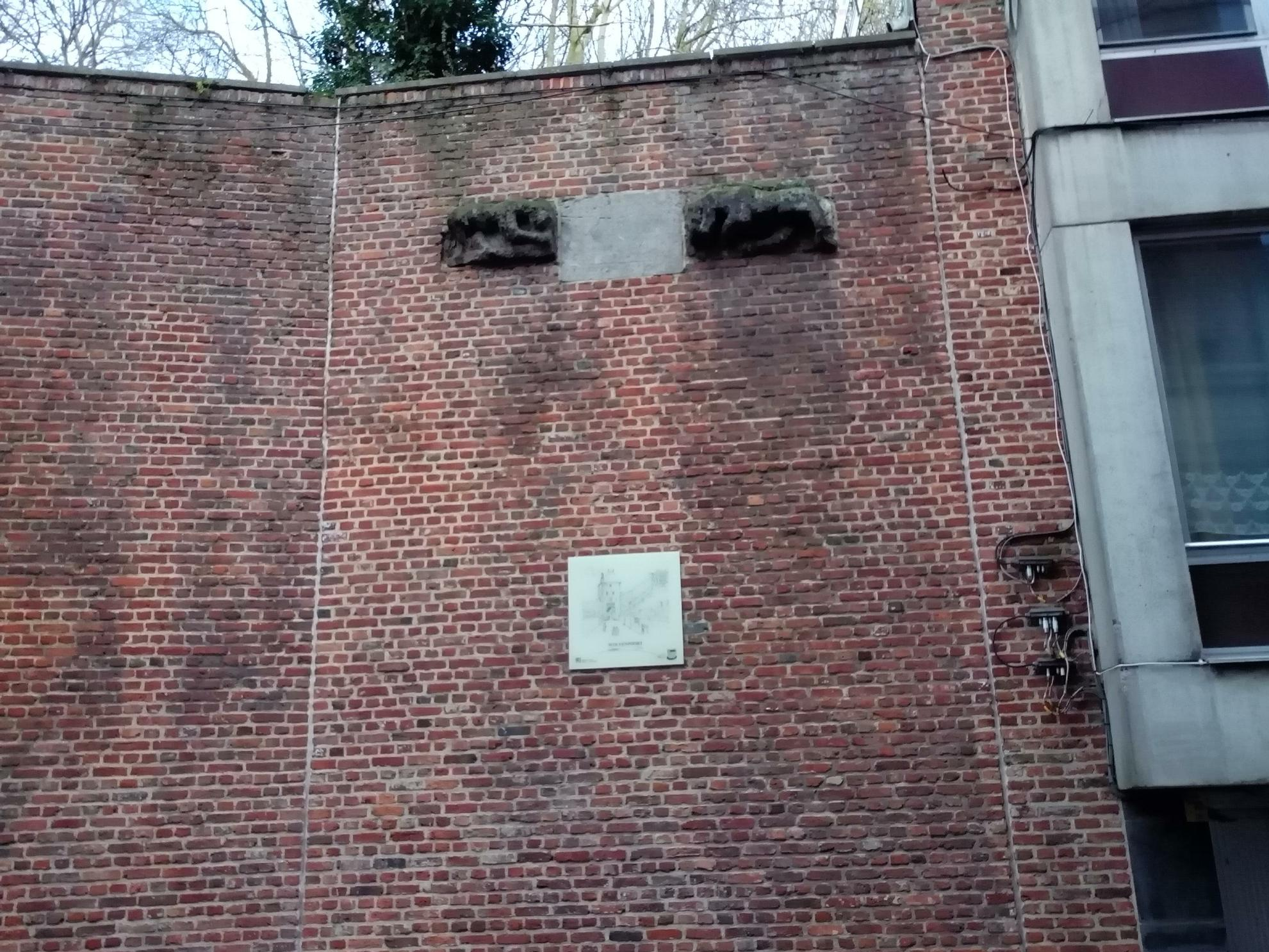
Wolvenpoort
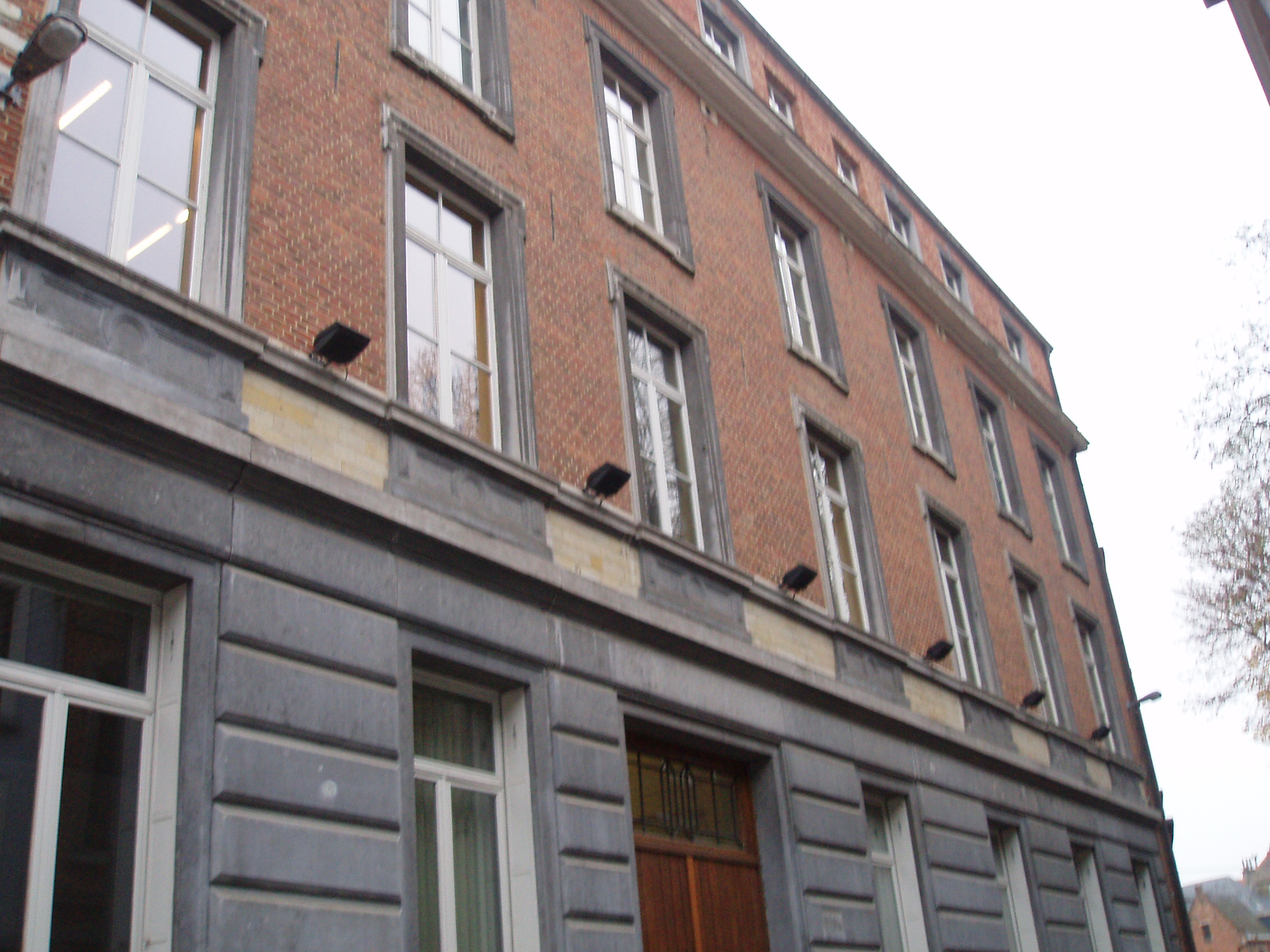
Huis Bethlehem, Schapenstraat 34
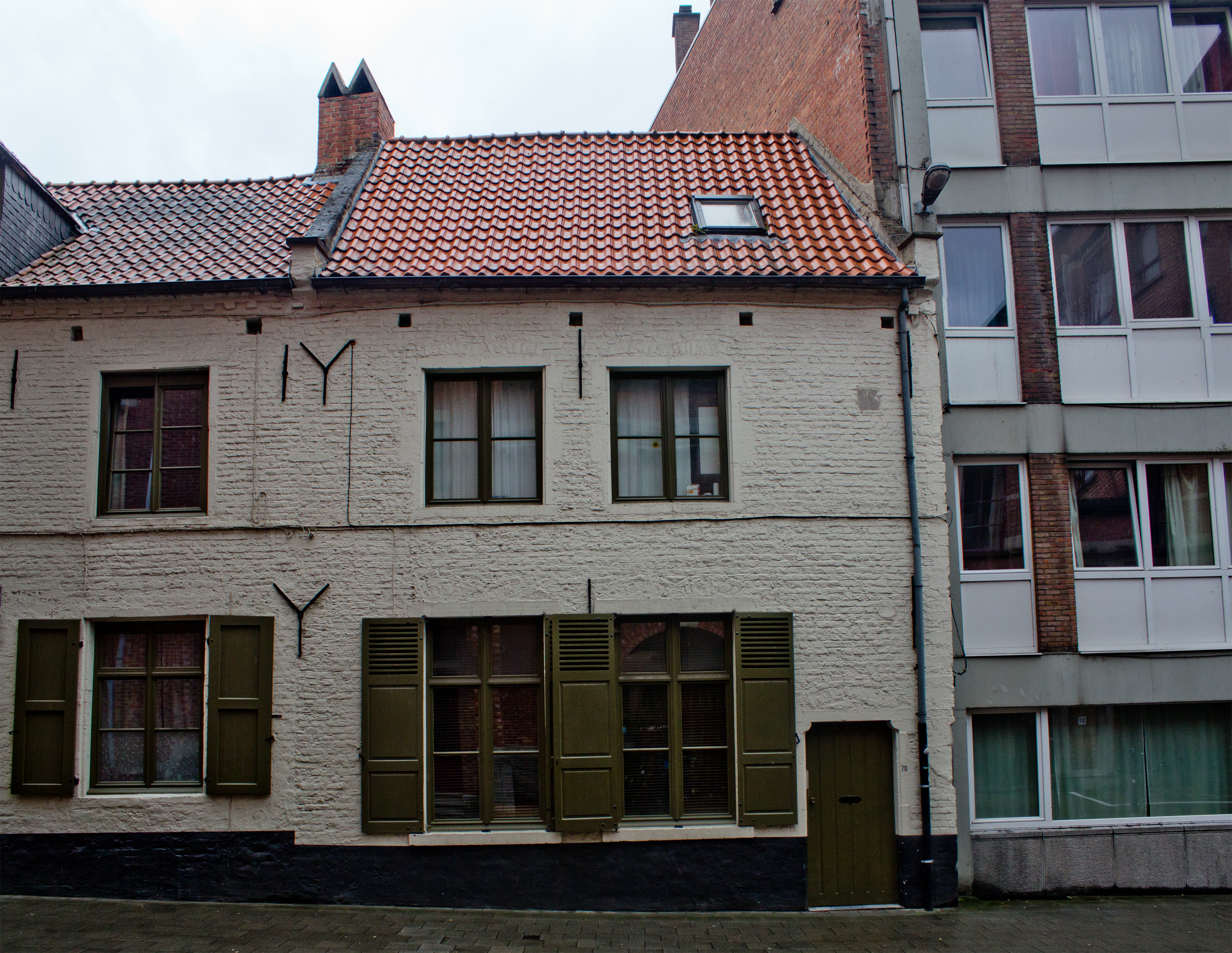
Schapenstraat 70
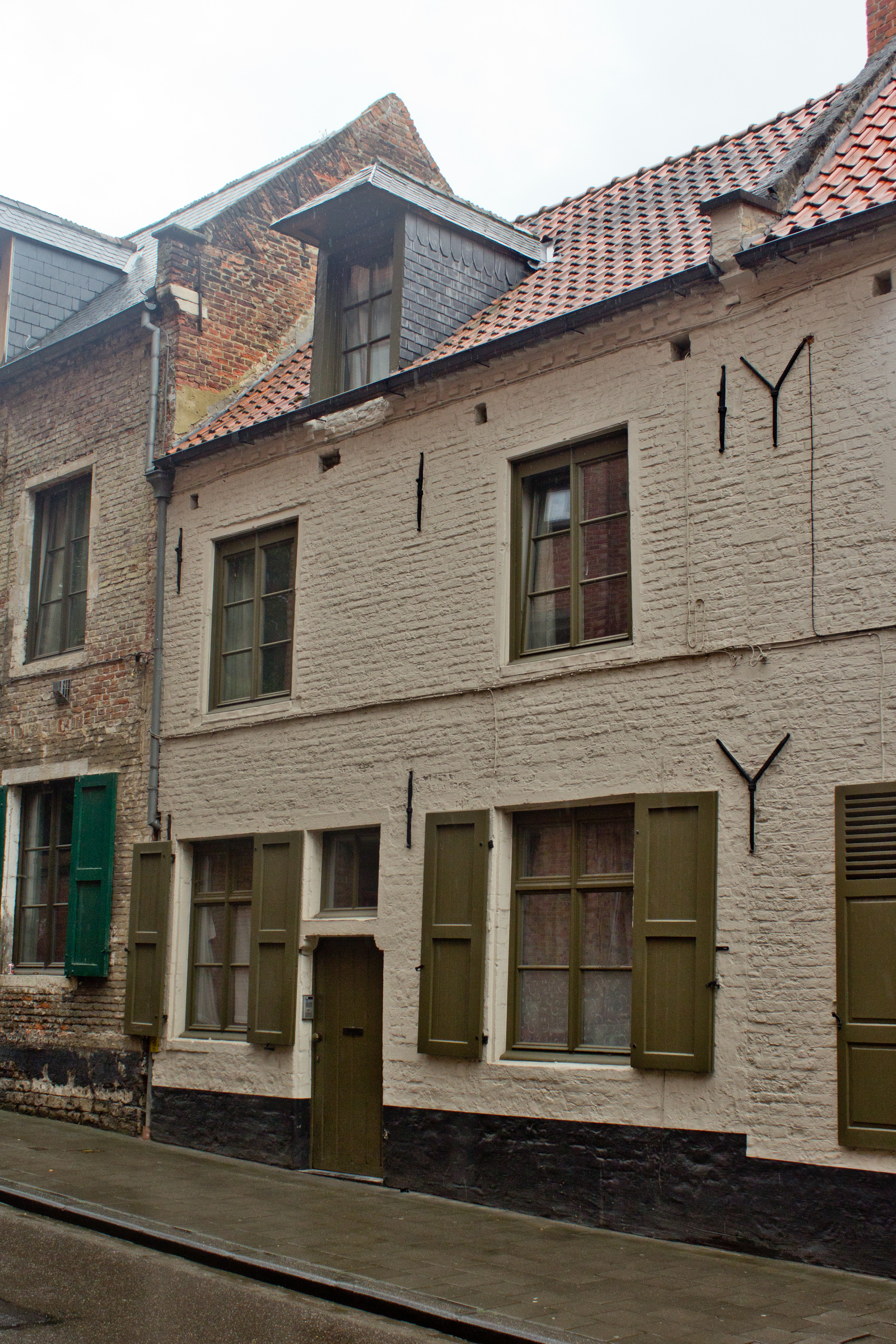
Schapenstraat 72
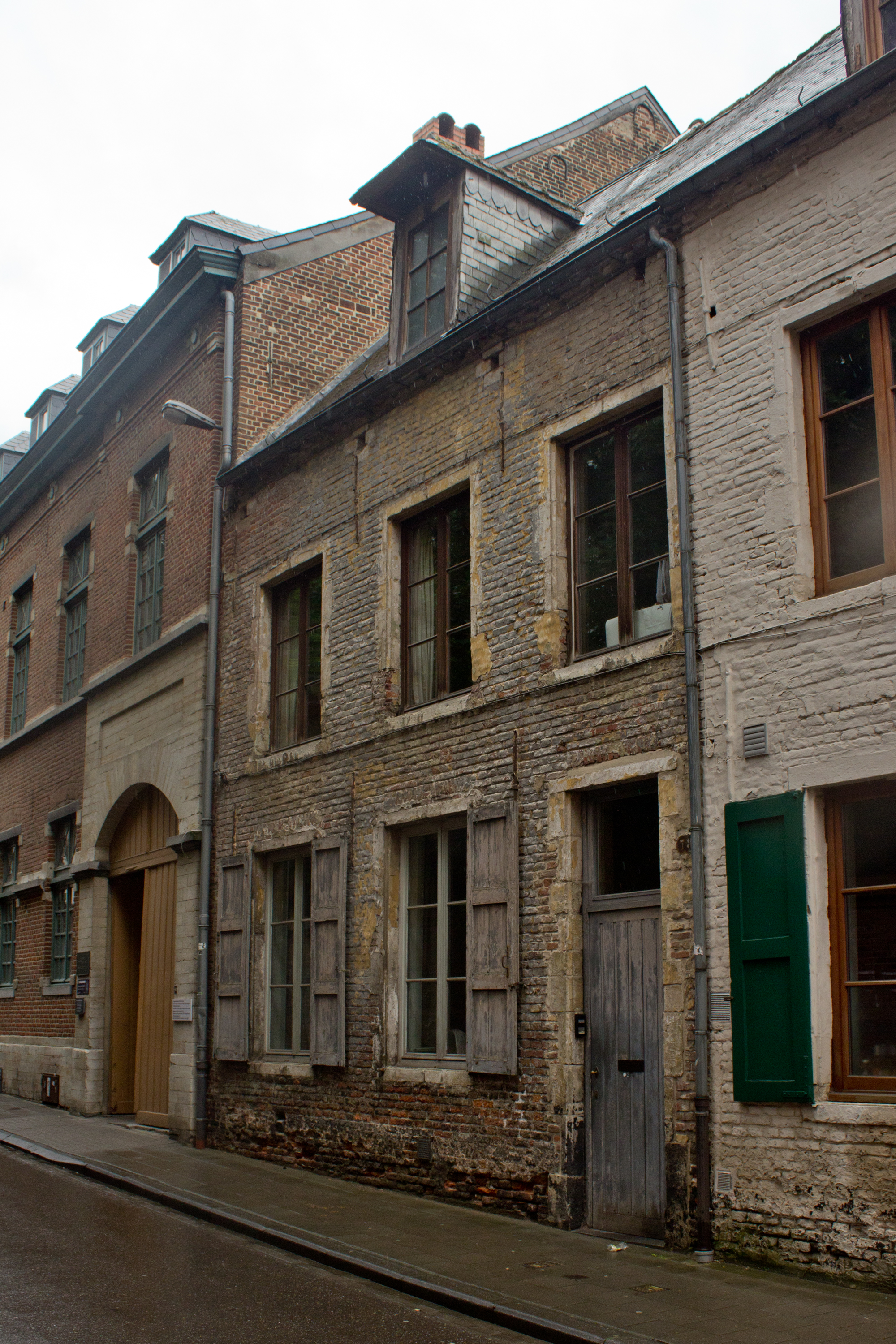
Schapenstraat 78
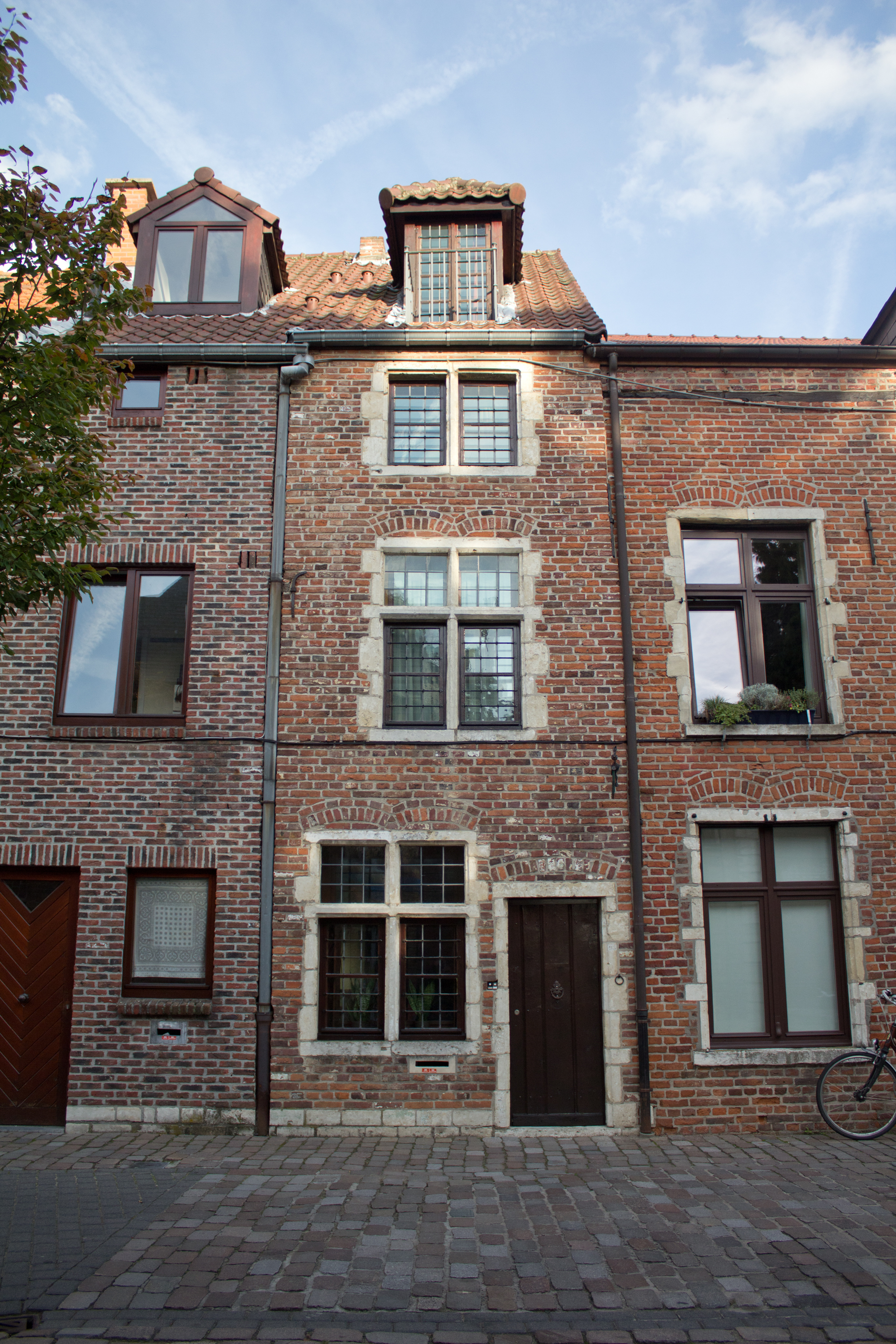
Schapenstraat 95
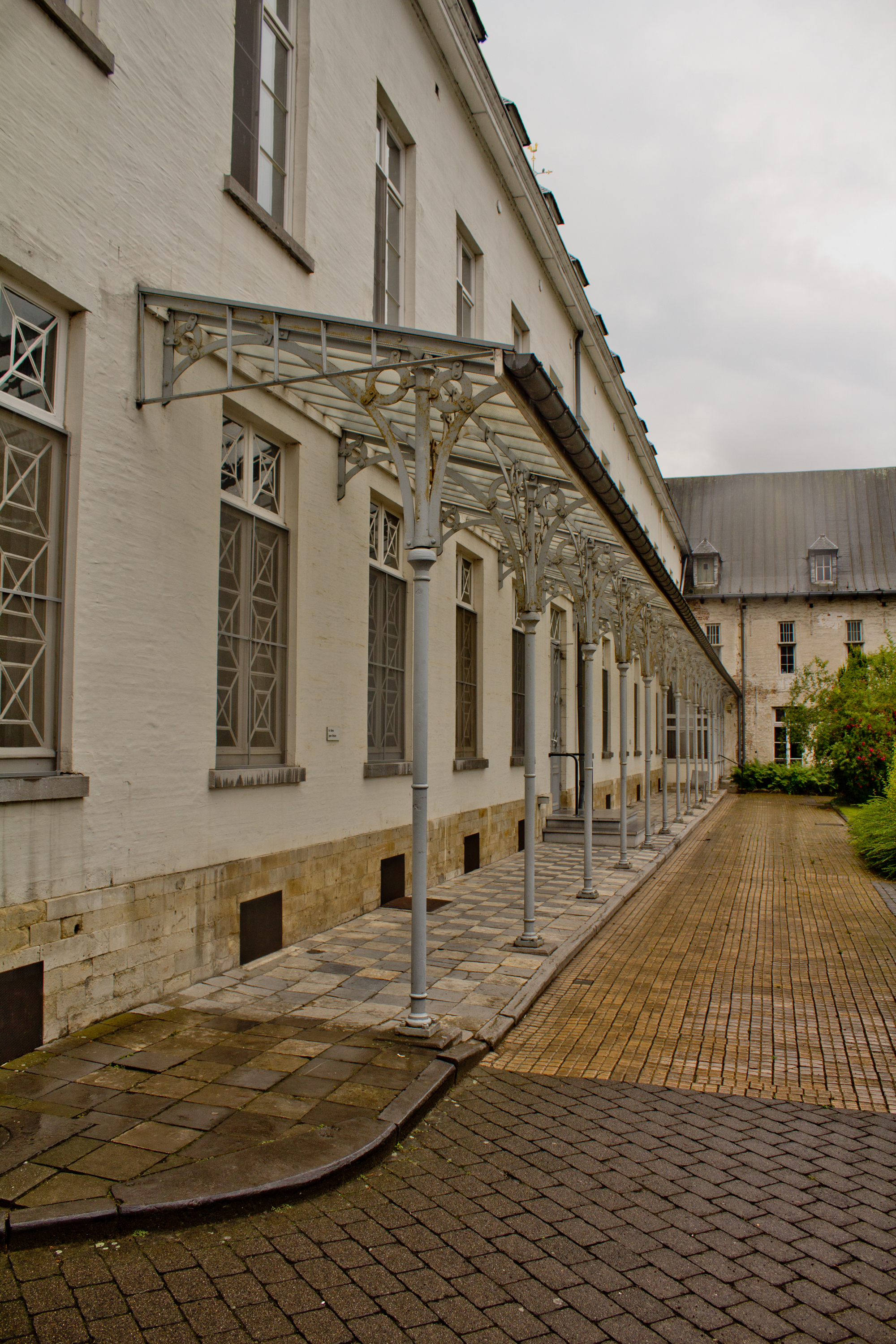
Zwartzustersklooster